# Parnówko
Parnówko – osada w Polsce położona w województwie zachodniopomorskim, w powiecie koszalińskim, w gminie Biesiekierz.
Według danych z 31 grudnia 2005 r. osada miała 54 mieszkańców.